# كوري فيشر
كوري فيشر (بالإنجليزية: Corey Fisher)‏ مواليد 8 أبريل 1988 في ذا برونكس، هو لاعب كرة سلة أمريكي. بدأ مسيرته الاحترافية في سنة 2011. يحمل الرقم 0. يبلغ طوله 6 قدم 1 بوصة (1.9 م). حقق المركز الثالث في الألعاب الجامعية الصيفية 2009.

## المسيرة الاحترافية
لعب مع جوفينتوت بادالونا في الدوري الإسباني في موسم 2012–2013، ثم لعب مع ينسي كراسنويارسك في الدوري الروسي في موسم 2013–2014، ثم لعب مع فوجيان سترجيونز في الدوري الصيني في سنة 2014، ثم لعب مع نادي سيبونا لكرة السلة في سنة 2015، ثم لعب مع نادي جاورس دي لارا لكرة السلة في موسم 2015–2016، ثم لعب مع ليتوفوس رايتس في سنة 2016.

## الميداليات
| الميدالية | المسابقة                      |
| --------- | ----------------------------- |
| برونزية   | الألعاب الجامعية الصيفية 2009 |

## روابط خارجية
- كوري فيشر على موقع الدوري الإسباني لكرة السلة (الإسبانية)
- كوري فيشر على موقع كرة السلة الأوروبية.كوم (الإنجليزية)
- كوري فيشر على موقع DraftExpress.com (الإنجليزية)
- كوري فيشر على موقع كلية كرة السلة في سبورتس رفرنس.كوم (الإنجليزية)
- كوري فيشر على موقع ريلجم (الإنجليزية)
- كوري فيشر على موقع بروبوليرز (الإنجليزية)
- كوري فيشر على موقع سبورتس رفرنس (الإنجليزية)